# 工人和集体农庄女庄员
《工人和集体农庄女庄员》（俄语： Rabochiy i Kolkhoznitsa）是纪念艺术的里程碑，“苏联时代的典范和象征”，展现两人将镰刀锤头举过头顶的充满活力的群雕。雕像高24.5米（78英尺），由维拉·穆希娜以不锈钢为法國巴黎1937年世界博览会制成，後則移至俄羅斯莫斯科。该雕像是社会主义现实主义及装饰风艺术风格的典型。工人手举锤子、集体农庄女庄员手举镰刀组成镰刀锤头标志。

## 历史
该雕像最初位于世博会苏联馆（鮑里斯·伊凡建造）的顶部。组织者把苏联馆和德国馆安排在塞纳河北岸夏乐宫主干道上面对面的位置。
穆希娜受她对François Rude为凯旋门创作的群雕《Harmodius and Aristogeiton》、《Victory of Samothrace》和《La Marseillaise》的学习所启发，来给巴黎带来社会主义现实主义的纪念意义的作品。两个跨越东西方的形象的象征意义，也如同由展馆的布局所决定的那样没有被观众所忽略。
即使如穆希娜所说，她的雕像是为“延续建筑中继承的理念，而且这个雕像是整个建筑不可分割的一部分”，世博会过后《工人和集体农庄女庄员》重新安置在莫斯科，放在国民经济成就展览馆的外面。
1941年，该雕像赢得穆希娜首批斯大林奖中的一项。
该雕像为2003年秋季的修复工作而移除，以为2010年世界博览会做准备。原计划2005年返回原址，但由于国际展览局没有把举办权授予莫斯科而是上海，修复进程因为资金问题受到阻碍，而且重装工作推迟。参见2007年摄制的 （页面存档备份，存于）被拆解的雕像。
该雕像最终于2009年11月28日回到全俄展览中心的原址。恢复纪念碑的展示于2009年12月4日夜进行伴随着烟火表演。修复的雕像以一座新展馆为基底，使展馆总高度由34.5米（旧底座为10米高）增加到60米（新展馆为34.5米高，增加了雕像原有的24.5米高度）。

## 媒体中的使用
苏联电影中，《工人和集体农庄女庄员》于1947年选中用作莫斯科电影制片厂的标志。可在电影《红色警探》及其他由莫斯科电影制片厂自行出品的俄罗斯电影中的片头见到。
该雕像的大型活动复制品出现在了2014年索契冬奥会开幕式上，象征布尔什维克革命后的大规模工业化时期。

## 图集

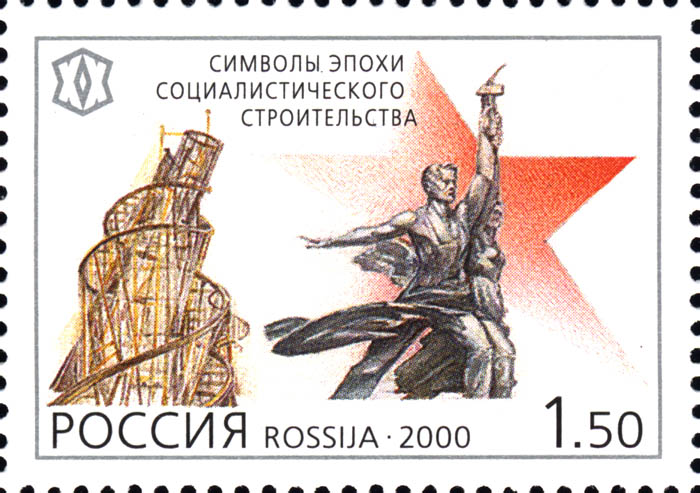
《工人和集体农庄女庄员》作为20世纪艺术成果之一被2000年俄罗斯邮票纪念（与塔特林塔一起）